# Roger Craig Smith
Roger Craig Smith, född 11 augusti 1975, är en amerikansk röstskådespelare. Han har bland annat gjort rollen som Chris Redfield i Resident Evil-serien, Ezio Auditore da Firenze i Assassin's Creed-serien, Deidara i animen Naruto, Steve Rogers/Captain America i Ultimate Spider-man, Avengers Assemble och Iron Man & Captain America: Heroes United, Thomas i Regular Show, Shinji Hirako i Bleach, Percy och Belson i Clarence, Batman i datorspelen Batman: Arkham Origins och Batman: Arkham Origins Blackgate och Kyle Crane i Dying Light.

## Filmografi

### Animerade TV-serier
| - Avengers Assemble - Steve Rogers/Captain America, Torgo, Great Gambonnos, Grim Reaper, Radioactive Man, Olika röstroller - Clarence - Belson Noles, Percy, Olika röstroller - Fish Hooks - Pass - Hulk och agenterna K.R.O.S.S.A. - Captain America - Lego Marvel Super Heroes: Maximum Overload - Steve Rogers/Captain America - Out There - Olika röstroller - Regular Show - Thomas/Nikolai, Night Owl, Low-Five Ghost, Olika röstroller - Robotomy - Tacklebot | - Sofia den första - Luciano - Sonic Boom - Sonic the Hedgehog, UT och Dave the Intern - Teenage Mutant Ninja Turtles - The Pulverizer/Mutagen Man/Timothy - The Avengers: världens mäktigaste hjältar - Captain Marvel, Olika röstroller - Transformers: Rescue Bots - Taylor (Episode "Road Trip") - Transformers: Robots in Disguise - Jetstorm, Slipstream, Airazor - Ultimate Spider-Man - Steve Rogers/Captain America - Wolverine and the X-Men - Forge, Hellion, Kamal - Young Justice - Ocean Master, L-5, Olika röstroller |

### Anime
- Bleach - Ryusei Kenzaki / Kenryu, Shinji Hirako, Olika röstroller[5]
- Code Geass - Gilbert G.P. Guilford; Otaku (ep 18)[6]
- Kekkaishi - Byaku[1]
- Kurokami: The Animation - Seiji[1]
- Marvel Anime: Iron Man - Professor Satoshi Yamaguchi (ep. 3), Kawashima (ep. 4), Olika röstroller[1]
- Marvel Anime: Wolverine - Agent Machida[1]
- Naruto - Idate Morino, Inabi Uchiha, Kota, Raiga Kurosuki,[5] Shura
- Naruto Shippūden - Deidara, Bisuke, Hayama Shirakumo (ep 190)[6]

### Filmer
| - Batman Unlimited: Animal Instincts - Batman - Batman Unlimited: Monster Mayhem - Batman - Delhi Safari - Monkey #1, Monkey #2 - Dino Time - Olika röstroller - Disney Princess Enchanted Tales: Follow Your Dreams - Prince Phillip - Flygplan - Ripslinger - Ghost in the Shell 2: Innocence - Sect. 9 Briefing Voice, Yamadori Transport Pilot (Animaze Dub) - Iron Man & Captain America: Heroes United - Steve Rogers/Captain America - Jennifer's Body - Radio DJ, ADR voices - Monkey King: Hero is Back - Pig - Naruto the Movie: Guardians of the Crescent Moon Kingdom - Olika röstroller | - Naruto the Movie: Legend of the Stone of Gelel - Temujin - Patlabor: The Movie - Kiichi Goto (Bandai Visual Dub) - Patlabor 2: The Movie - Kiichi Goto (Bandai Visual Dub) - Regular Show: The Movie - Jablonski, Frank Smith, Fast Food Guy - Resident Evil: Degeneration - Curtis Miller - Road to Ninja: Naruto the Movie - Deidara - The Ringmaster - Mime - Röjar-Ralf - Sonic the Hedgehog - Tingeling och den förlorade skatten - Bolt, Stone |

### Datorspel
| - Ace Combat: Assault Horizon - Sensor Operator - Alice in Wonderland - Tweedledee, Tweedledum - Assassin's Creed II/Assassin's Creed: Brotherhood/Assassin's Creed: Revelations - Ezio Auditore da Firenze - Assassin's Creed IV: Black Flag - Ruggiero Ferraro, Abstergo market analyst - Batman: Arkham Origins/Batman: Arkham Origins Blackgate - Bruce Wayne/Batman - Blazing Angels: Squadrons of WWII - Huvudpersonen - Castle Shikigami 2 - Kim De John - Chicken Little: Ace in Action - Runt - Disney Infinity - Olika röstroller - Disney Infinity: Marvel Super Heroes - Steve Rogers/Captain America - Disney Infinity 3.0 - Steve Rogers/Captain America - Dying Light - Kyle Crane - Dynasty Warriors 6 - Zhang Liao - Dynasty Warriors 7 - Zhang Liao - Dynasty Warriors 8 - Zhang Liao - Epic Mickey - Olika röstroller - Epic Mickey 2: The Power of Two - Olika röstroller - Final Fantasy XIII - Cocoon-invånare - Final Fantasy XIII-2 - Olika röstroller - G.I. Joe: The Rise of Cobra - Duke, Lift-Ticket - Lego Batman 3: Beyond Gotham - Bat-Mite, Riddler, Skeets - Lego Jurassic World - Olika röstroller - Lego Marvel Super Heroes - Captain America, Human Torch - Marvel Avengers: Battle for Earth - Captain America, Venom, Human Torch - Medal of Honor: Vanguard - PFC 1st Class Harrison Pike - Metal Gear Online - Soldater - Metal Gear Solid 4: Guns of the Patriots - Fiendesoldater - Metal Gear Solid: Peace Walker - Soldater - Metal Gear Solid: Portable Ops - Sovjetiska soldater, Intercom - Naruto-serien - Deidara, Bando, Towa, Doshin | - PlayStation Move Heroes - Gleeber - Resident Evil-serien - Chris Redfield (2009–idag) - Samurai Warriors 3 - Keiji Maeda - Skylanders: Swap Force - Boom Jet - Skylanders: Trap Team - Boom Jet - Sonic the Hedgehog-serien - Sonic the Hedgehog/Super Sonic (2010–idag), Wisp annonsör (2010, 2011, 2013, 2015) - All-Stars Racing Transformed - Sonic the Hedgehog - Boom/Toon - Sonic the Hedgehog - Fire and Ice - Rise of Lyric/Ancient Treasure - Shattered Crystal/Island Adventure - Sonic Dash 2 - Colors - Free Riders - Sonic the Hedgehog (Super Sonic) - Generations - Modern Sonic (Modern Super Sonic), Wisp annonsör - Lost World - Mario & Sonic at the Olympic Games (spelserie) - Sonic the Hedgehog - London 2012 - Rio 2016 - Sochi 2014 - Runners - Wisp Announcer - Super Smash Bros. for Nintendo 3DS and Wii U - Sonic the Hedgehog (Super Sonic) - Soul Calibur IV - Siegfried Schtauffen (okrediterad) - Soul Calibur V - Siegfried Schtauffen, Ezio Auditore da Firenze - Soul Calibur: Broken Destiny - Siegfried Schtauffen (okrediterad) - Soul Calibur Legends - Siegfried Schtauffen (okrediterad) - Tekken 6 - Eddy Gordo (okrediterad) - The Wonderful 101 - Wonder Blue - Warriors Orochi - Keiji Maeda |

- Apex Legends - Mirage[1]

|}